# Senjutsu
Senjutsu (japanisch 戦術, frei übersetzt als „Taktik und Strategie“) ist das 17. Studioalbum der britischen Heavy-Metal-Band Iron Maiden, das im September 2021 erschien.

## Entstehung
Die Aufnahmen zum Album fanden in der ersten Jahreshälfte 2019 während der Winterpause der Legacy of the Beast-Tour im Studio Guillaume Tell im französischen Suresnes statt. Geplant war die Veröffentlichung des Albums ursprünglich nach Abschluss dieser Tournee. Auf Grund der Corona-Pandemie wurden die Tourneedaten 2020 mehrfach verschoben, aktuell sollen die verbleibenden Auftritte 2022 bestritten werden. Aus diesem Grund entschloss die Band, das Album bereits 2021 zu veröffentlichen. Bruce Dickinson äußerte dazu in einem Interview mit dem Magazin Rock Hard, dass die Band bei den noch ausstehenden Liveauftritten das neue Album zunächst nur mit einem oder höchstens zwei Stücken berücksichtigen werde, denn es sei danach eine Album-Tournee geplant.
Produzent war erneut Kevin Shirley, der seit 1999 für alle Maiden-Alben zuständig war und auch diese Abmischung übernahm; unterstützt wurde er wieder von Steve Harris.
Wie bereits sein Vorgänger handelt es sich bei Senjutsu um ein Doppelalbum, unter Verwendung des alten Bandlogos und ebenso gab es neben einer Standard-CD-Variante erneut eine A5-Variante in einem Hardcover-Buch. Darüber hinaus gab es noch ein limitiertes Boxset, das neben der Doppel-CD auch eine Bonus-Blu-ray, fünf Art Prints und ein Poster enthielt. Es ist nach The Book of Souls (2015) das erste Studioalbum der Band seit fast sechs Jahren, was die längste Pause zwischen zwei Studioalben darstellt.
Erstmals seit The X-Factor von 1995 gibt es keine Songwriting-Beiträge von Gitarrist Dave Murray und zum ersten Mal seit Powerslave von 1984 brachte die Album-Session auch keine „übrig gebliebenen“ Beiträge oder B-Seiten hervor, an denen er hätte beteiligt sein können. Auch Schlagzeuger Nicko McBrain, bis dato nur in dem Lied New Frontier vom 2003er Dance of Death involviert, beteiligte sich nicht am Songwriting.
Während Bandchef Steve Harris seit Virtual XI von 1998 lediglich maximal einen Song pro Album alleine schrieb, enthält Senjutsu ganze vier Lieder aus seiner alleinigen Feder. Ansonsten wirkte Janick Gers, wie bei den drei Vorgängeralben, erneut an zwei Liedern – Stratego und The Time Machine – mit.

## Artwork
Der Name des Albums wird auf der rechten Seite des Covers durch die vertikale japanische Schreibweise von „senjutsu“ (戦術) wiedergegeben, auf der linken Seite wird der Albumtitel durch eine an japanische Schriftzeichen erinnernde Schrift abgebildet. Im Zentrum des Covers befindet sich Bandmaskottchen „Eddie“ in Samurai-Rüstung auf einem grünstichigen, schwarzen Hintergrund.

## Titelliste
1. Senjutsu (Adrian Smith, Steve Harris) – 8:20
2. Stratego (Janick Gers, Steve Harris) – 4:59
3. The Writing on the Wall (Adrian Smith, Bruce Dickinson) – 6:13
4. Lost in a Lost World (Steve Harris) – 9:31
5. Days of Future Past (Adrian Smith, Bruce Dickinson) – 4:03
6. The Time Machine (Janick Gers, Steve Harris) – 7:09
7. Darkest Hour (Adrian Smith, Bruce Dickinson) – 7:20
8. Death of the Celts (Steve Harris) – 10:20
9. The Parchment (Steve Harris) – 12:39
10. Hell on Earth (Steve Harris) – 11:19

## Songinformationen
Senjutsu
Düster getragen, fast doomig, und dabei mächtig marschierend mit fett tönenden Drums. In der Bridge überraschen spitze Keyboardsounds und entfernt klingender, erstickter Gesang; dem entgegen steht ein regelrecht sehnsuchtsvoller Refrain, der den Einstieg in das 17. Iron Maiden-Album ein wenig einfacher macht.
Stratego
Dickinson gibt sich zurückhaltend, aber weit in den Vordergrund gemischt, während typischer Maiden-Galopp und singende Gitarren die heavy rockenden Strophen vorantreiben; erst in der Bridge dreht er sirenenhaft auf und lässt den Song in einem flotten, Auftrieb gebenden Ohrwurm-Refrain gipfeln. Synthies drängeln sich immer mal wieder nach vorne. Hätte so ähnlich auch auf Brave New World oder Dance of Death stehen können und wäre, weil einigermaßen knackig, eigentlich eine gute erste Single gewesen.
The Writing on the Wall
Stattdessen haben sich Iron Maiden für diesen nur wenig längeren, aber deutlich progressiveren Song entschieden. Getragen, aber erhaben und mit epischen Anklängen, sind die Einflüsse aus Blues, Southern und Celtic Rock nicht zu überhören. Schön sind auch das dynamische Schlagzeugspiel, die drei Gitarren, die im Hintergrund allerlei losmachen sowie vor allem das starke Solo.
Lost in a Lost World
Unverzerrte Gitarren leiten balladesk ein, der Gesang klingt mit Echo-Effekt weltraumhaft entrückt. Diese ersten zwei Minuten mit zartem Hintergrundgesang erinnern deutlich an Dickinsons Soloballaden, tragen einen gewissen psychedelischen Deep-Purple-Vibe und lassen den Song hervorstechen. Sobald die schweren Gitarren einsetzen und Bruces Stimmlage einen Satz nach oben macht, klingt das Stück unverkennbar und altbekannt nach Maiden. In der melancholischen Bridge begleiten sich der Gesang und eine melodische Gitarre gegenseitig, während der Refrain für in die Luft stampfende Fäuste gemacht zu sein scheint. Auf schwelgerische Twin-Gitarren und den Instrumentalteil folgt das dezent orchestrierte Finale.
Days of Future Past
Die Strophen gehen mit einem rockenden Riff und aufgedrehtem Bruce gerade nach vorne! Dagegen findet der Refrain (erneut von klingelnden, dezenten Synthies umspielt) wieder einen hymnischen Dreh. Nach dem energetischen Solo dreht die Nummer am Ende noch mal auf und beweist: Iron Maiden können auch kompakt, ohne auf etwas zu verzichten! Erinnert ein Stück weit an die The-Final-Frontier-Phase.
The Time Machine
Von einer mystisch klingenden Tonfolge und einem erzählerischen Beginn steigert sich das Stück ins Aufgeweckte und nimmt im Verlauf immer weiter Fahrt auf. Orchestrierung und Synthies kommen im Refrain in den Vordergrund. Starker Soloteil! Es braucht allerdings ein Stück, bis sich die Einzelteile im Kopf zu einem schlüssigen Ganzen zusammenfügen.
Darkest Hour
Durch Meeresrauschen und Möwenschnattern bahnen sich orchestrale Gitarren ihren Weg. Die zurückgenommene Instrumentierung gibt dem düster-dramatischen Gesang Raum. Der überlebensgroße Refrain gehört zu den bewegendsten Momenten des Albums! Ein ergreifendes, flirrendes Solo trägt diese Gefühlsregung weiter. Die pathosgeladene Heavy-Metal-Ballade erinnert an Dickinsons Solo-Song Man Of Sorrows oder Coming Home aus der jüngeren Band-Vergangenheit, klingt von Maiden in dieser Form aber eher ungewöhnlich – und umso stärker.
Death of the Celts
Der Vergleich mit The Clansman drängt sich ebenso auf wie der zu weiteren Epen der vergangenen zehn Jahre, seien es Paschendale oder For The Greater Good Of God. Erneut dient ein ruhiger Beginn mit Orchesterbegleitung dazu, Haupt-Riff und -Melodie ausführlich vorzustellen, bevor weitere Instrumente ihren Weg in den Song finden. Dieser steigert sich immer aggressiver werdend, vorangetrieben durch eine motivierende Gesangsmelodie, einen teils schunkelnden, teils stampfenden Rhythmus und heavy Gitarren, und gipfelt in einem tragisch-kriegerischen Refrain. Ziemlich genau in der Mitte kommt es zum Bruch, und Iron Maiden blasen zum Angriff. Keltisch-folkig angehauchte Melodien veredeln das ausufernde Solo, das sich ins Orchestrale steigert, bevor man – typisch Harris-Komposition – wieder zum Song-Beginn zurückfindet.
The Parchment
Nach einem tief gestimmten, abwartenden Beginn schicken uns Iron Maiden in die Wüste: Mit orientalisch angehauchten Gitarrenmotiven und einer beschwörerischen Gesangsmelodie schreitet der Song langsam, mystisch und orchestral voran. Das erinnert an The Nomad – allerdings ohne einen großen Refrain, an dessen Stelle ein nicht enden wollender, schwerlich von der Stelle kommender Instrumentalteil steht. Ein harter Brocken, zumal die Band erst zum Finale hin aufdreht. Darauf zu warten lohnt sich aber, auch wegen eines starken Auftritts von Dickinson!
Hell on Earth
Erneut beginnt es ruhig, mit bedrohlich-düsterem Unterton in den zarten Gitarrenklängen. Verzerrte Gitarren tragen nach wenigen Minuten regelrecht Hoffnungsschimmer mit sich und stellen ausführlich das Leitmotiv vor; Erinnerungen an Dance Of Death, Blood Brothers, Out Of The Silent Planet und When The Wild Wind Blows werden wachgekitzelt. Während der Galopp voran(sch)reitet und Gitarren gegen Orchestrierung ansägen, prägen doppelstimmiger Gesang und eine erhabene Melodie das Bild; beim hereinplatzenden, regelrecht tänzelnden Refrain möchte man die Arme in die Luft reißen – er versprüht so viel Energie wie nur wenige Parts auf Senjutsu! Rund um den kanonartigen C-Teil ruft Bruce Dickinson die vielleicht stärkste Gesangsleistung des Albums ab; das dynamische Auf und Ab des Songs packt wunderbar, trägt ihn locker über die Spielzeit und entlässt mit einem Lächeln aus einem fordernden Album.

## Rezensionen
Im Metal Hammer erschien ein „Review-Rundumschlag“, bei dem insgesamt vier Redakteure ihre Sicht auf das Album darstellten. Kritisch gesehen wird in allen vier Kritiken die lange Spieldauer einzelner Stücke und somit des gesamten Albums, das „seitens der Fans einiges an Arbeit [erfordert]“. Während Thorsten Zahn von einem „Hörgenuss, der 2021 nicht mehr von vielen Bands zu erwarten ist“ und Sebastian Kessler von „anhaltende[r] Klasse der Band und der Songs“ schreiben, zieht Katja Riedl das Fazit, dass das Album „zu verkopft, zu langatmig, zu ausladend und damit unterm Strich einfach zu egal“ sei. Begeistert zeigt sich der Rezensent von laut.de und sein Fazit lautet: „Im Gegensatz zu zahlreichen anderen Achtziger-Relikten geht die größte Metalband des Universums noch immer weiter mutig Wagnisse ein.“ Das Rolling Stone sieht die Stärke des Albums insbesondere in Songs wie The Time Machine, Death of the Celts oder Hell on Earth und resümiert, dass Senjutsu für Hörer mit Durchhaltevermögen und Geduld eines der lohnendsten und lebendigsten Alben der Maiden-Diskografie sein kann. Enttäuscht zeigt sich das österreichische Online-Magazin stormbringer.at, den Songs fehle die „Power“ und einige kämen „nicht vom Fleck“. Insgesamt sei es schwierig, das Album in einem Durchlauf zu hören und es sei „leider das schwächste Album der Dickinson-Ära“.
Bei Metacritic, die Rezensionen aus professionellen Publikationen eine normalisierte Bewertung von 100 zuweist, hat das Album eine durchschnittliche Punktzahl von 83 (basierend auf 15 Rezensionen). Wall of Sound bewertete das Album mit 9 von 10 Punkten und nannte es eine „epische und triumphale Rückkehr für die Jungs“, besser ausbalanciert [als The Book of Souls] und mit einigem interessanten Songwriting.

## Kommerzieller Erfolg

### Chartplatzierungen
Senjutsu ist in Bezug auf die Charts eines der erfolgreichsten Alben von Iron Maiden. Das Album stieg am 10. September 2021 auf Platz eins der deutschen Albumcharts ein. Die Band erreicht damit ihre vierte Nummer-eins-Platzierung. In den deutschen Vinylcharts belegte das Album Rang zwei und musste sich lediglich Dunkel von den Ärzten geschlagen geben. 2021 belegte das Album Rang vier der Vinyl-Jahrescharts.
Darüber hinaus erreichte das Album die Chartspitze in Österreich, in der Schweiz, in Schweden, in Belgien, in Finnland, in Italien, in Spanien, in Kroatien, in Ungarn, in Portugal und in Schottland. Mit Rang drei erreichte die Band ihre beste Platzierung in den US-amerikanischen Billboard 200, weiters Platz eins in den US Top Hard Rock Albums und den US Top Rock Albums. In den britischen Charts ist es ihr erstes Album, das diese Position seit A Matter of Life and Death (2006) nicht erreichte; es führte jedoch die britischen UK Rock & Metal Singles and Albums Charts an.
| ChartsChartplatzierungen       | Höchstplatzierung | Wochen |
| ------------------------------ | ----------------- | ------ |
| Deutschland (GfK)              | 1 (29 Wo.)        | 29     |
| Österreich (Ö3)                | 1 (16 Wo.)        | 16     |
| Schweiz (IFPI)                 | 1 (26 Wo.)        | 26     |
| Vereinigte Staaten (Billboard) | 3 (3 Wo.)         | 3      |
| Vereinigtes Königreich (OCC)   | 2 (8 Wo.)         | 8      |

| ChartsJahrescharts (2021)    | Platzierung |
| ---------------------------- | ----------- |
| Deutschland (GfK)            | 6           |
| Österreich (Ö3)              | 20          |
| Schweiz (IFPI)               | 7           |
| Vereinigtes Königreich (OCC) | 74          |

### Auszeichnungen für Musikverkäufe
| Land/Region                  | Auszeichnungen für Musikverkäufe (Land/Region, Auszeichnung, Verkäufe) | Verkäufe |
| ---------------------------- | ---------------------------------------------------------------------- | -------- |
| Brasilien (PMB)              | Gold                                                                   | 20.000   |
| Deutschland (BVMI)           | Gold                                                                   | 100.000  |
| Frankreich (SNEP)            | Gold                                                                   | 50.000   |
| Italien (FIMI)               | Gold                                                                   | 25.000   |
| Polen (ZPAV)                 | Gold                                                                   | 10.000   |
| Spanien (Promusicae)         | Gold                                                                   | 20.000   |
| Ungarn (MAHASZ)              | Gold                                                                   | 2.000    |
| Vereinigtes Königreich (BPI) | Gold                                                                   | 100.000  |
| Insgesamt                    | 8× Gold ·                                                              | 327.000  |

Hauptartikel: Iron Maiden/Auszeichnungen für Musikverkäufe